# Pedicularis oederi
La pedicolare di Oeder (nome scientifico Pedicularis oederi Vahl, 1806) è una pianta parassita appartenente alla famiglia delle Orobanchaceae.

## Etimologia
Il nome generico (Pedicularis) deriva da un termine latino che significa "pidocchio" e si riferisce alla convinzione che queste piante infestino di pidocchi il bestiame al pascolo; altri giustificano l'etimologia del nome del genere all'opposto, ossia in quanto si pensa che queste piante liberino la testa dai pidocchi. L'epiteto specifico (oederi) è stato dato in ricordo del medico e naturalista della Germania settentrionale G. Ch. von Oeder (1728 - 1791).
Il nome scientifico della pianta è stato definito per la prima volta dal botanico e zoologo danese-norvegese Vahl (1749-1804) nella pubblicazione (edizione postuma) "Dansk Oekonom. Plantel ed. 2: 580" del 1806.

## Descrizione

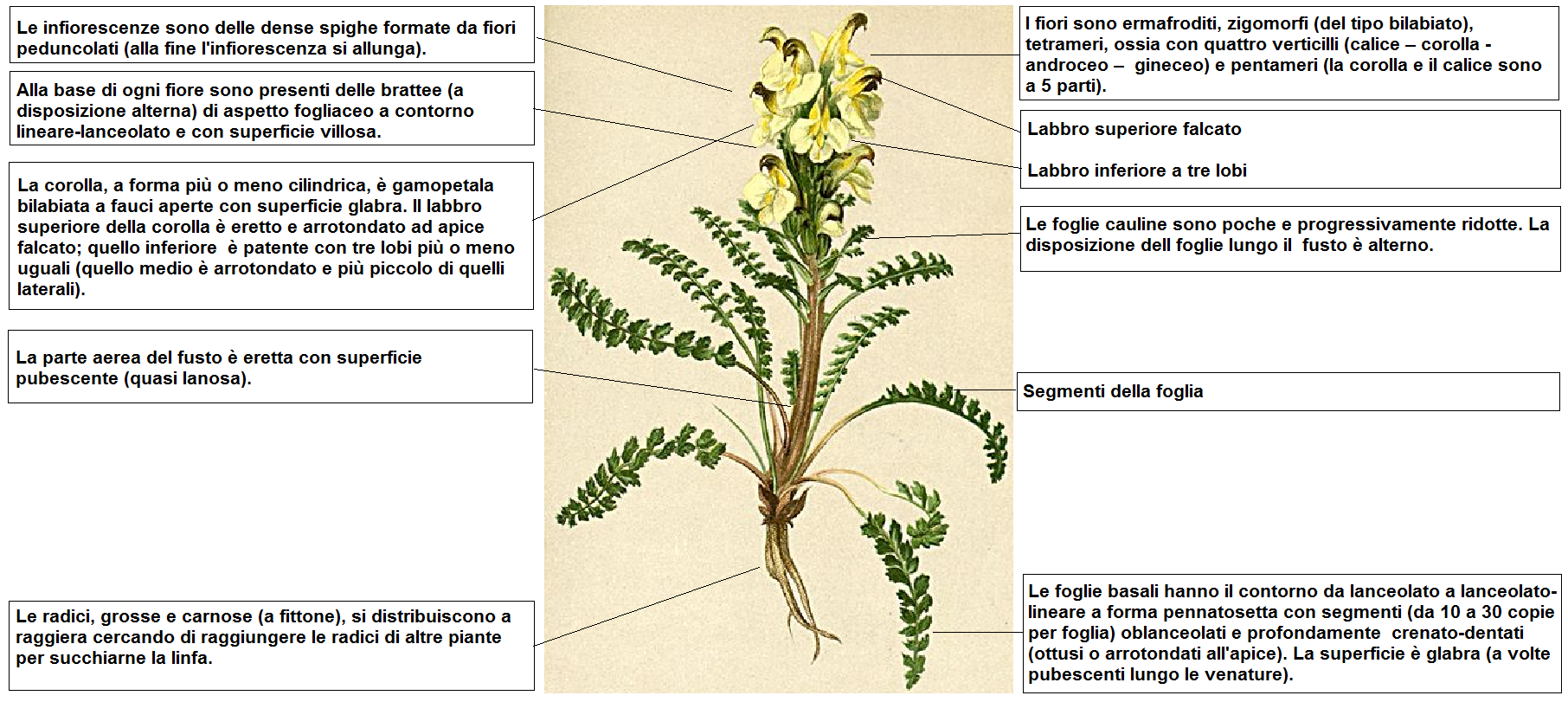
Descrizione delle parti della pianta

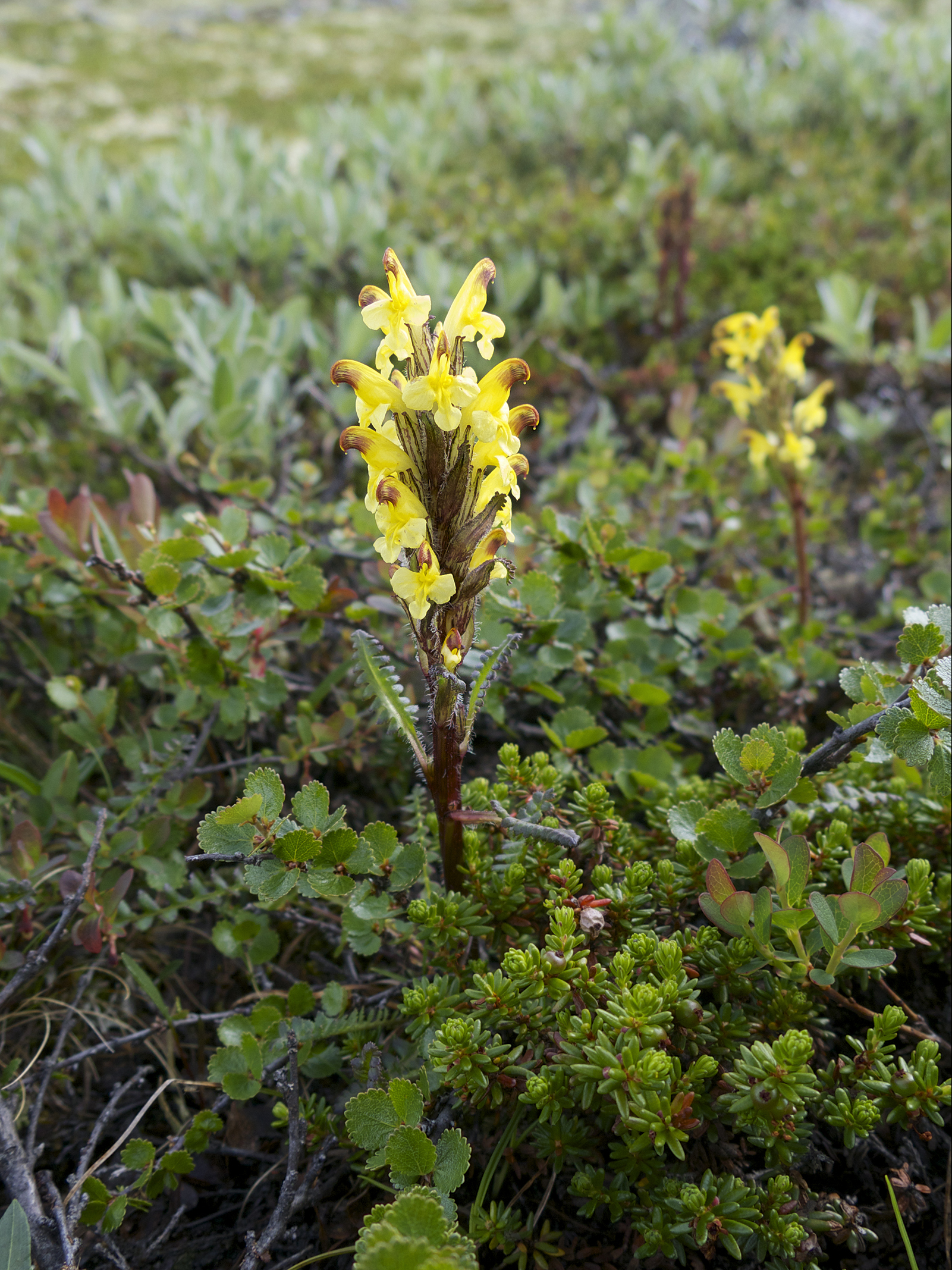
Il portamento

Queste piante sono alte da 4 a 10 cm (massimo 20 cm). La forma biologica è emicriptofita rosulata (H ros), ossia in generale sono piante erbacee, a ciclo biologico perenne, con gemme svernanti al livello del suolo e protette dalla lettiera o dalla neve e hanno le foglie disposte a formare una rosetta basale. Sono piante parassite: le radici mostrano organi specifici per nutrirsi della linfa di altre piante. Durante l'essiccazione le piante si anneriscono alquanto.

### Radici
Le radici, grosse e carnose (a fittone), si distribuiscono a raggiera cercando di raggiungere le radici di altre piante per succhiarne la linfa.

### Fusto
La parte aerea del fusto è eretta con superficie pubescente (quasi lanosa).

### Foglie

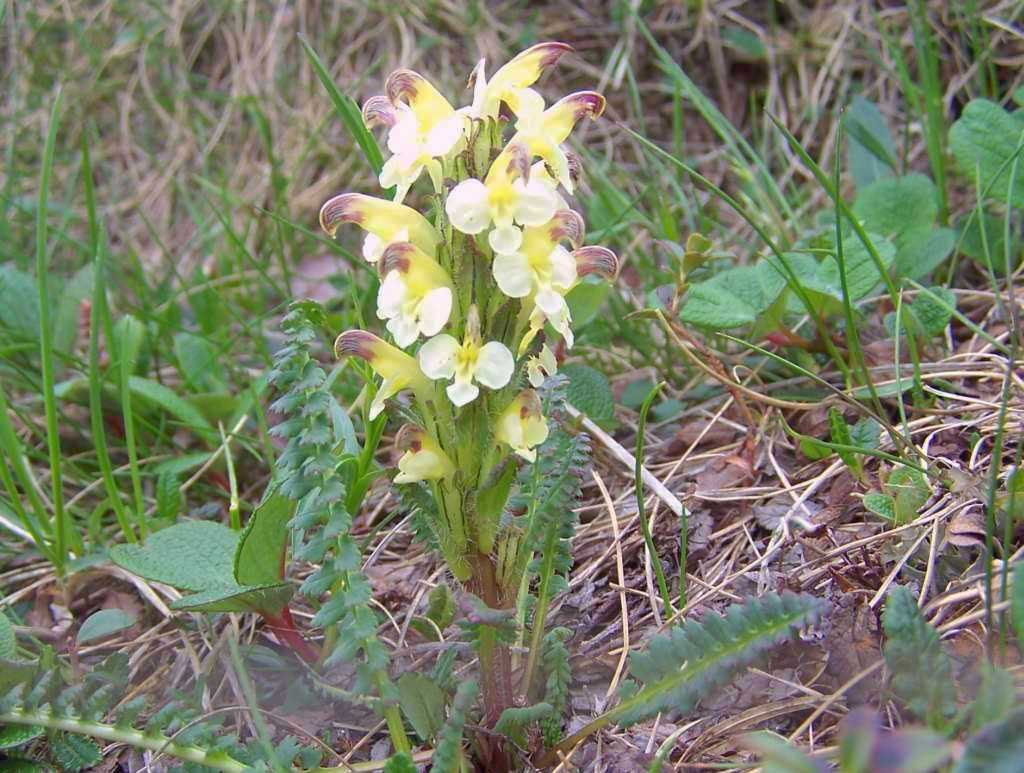
Le foglie e l'infiorescenza

Le foglie basali hanno il contorno da lanceolato a lanceolato-lineare a forma pennatosetta con segmenti (da 10 a 30 copie per foglia) oblanceolati e profondamente crenato-dentati (ottusi o arrotondati all'apice). La superficie è glabra (a volte pubescenti lungo le venature). Le foglie cauline sono poche (da 1 a 2) e progressivamente ridotte. La disposizione delle foglie lungo il fusto è alterna. Dimensione delle foglie basali: larghezza 8 – 12 mm; lunghezza 30 – 40 mm (massimo 70 mm). Lunghezza del picciolo: fino a 50 mm.

### Infiorescenza
Le infiorescenze sono delle dense spighe formate da fiori peduncolati (alla fine l'infiorescenza si allunga). Alla base di ogni fiore sono presenti delle brattee (a disposizione alterna) di aspetto fogliaceo a contorno lineare-lanceolato e con superficie villosa. Lunghezza dell'infiorescenza: 5 cm circa (massimo 10 cm).

### Fiore
I fiori sono ermafroditi, zigomorfi (del tipo bilabiato), tetrameri, ossia con quattro verticilli (calice – corolla - androceo – gineceo) e pentameri (la corolla e il calice sono a 5 parti). Lunghezza del fiore: 12 – 24 mm.
- Formula fiorale: per questa pianta viene indicata la seguente formula fiorale:

X, K (5), [C (2+3), A 2+2], G (2), (supero), capsula
- Calice:il calice è gamosepalo, irsuto-lanato, con cinque denti (la base del calice è un tubo campanulato). I denti del calice, acuti e interi sui bordi, sono lunghi 1/3 del tubo. Lunghezza della calice: 7 – 12 mm.
- Corolla: la corolla, a forma più o meno cilindrica, è gamopetala bilabiata a fauci aperte con superficie glabra. Il labbro superiore della corolla è eretto e arrotondato ad apice falcato; quello inferiore è patente con tre lobi più o meno uguali (quello medio è arrotondato e più piccolo di quelli laterali). Il colore della corolla è giallo scuro; all'apice è rosso-purpureo. Lunghezza della corolla: 12 – 20 mm. Lunghezza del labbro superiore 2 cm con parte apicale falcata di 12 – 16 mm. Dimensioni del labbro inferiore: larghezza 5 – 7 mm; lunghezza 7 – 14 mm.
- Androceo: l'androceo possiede quattro stami didinami (due grandi e due piccoli). I filamenti sono inseriti più o meno alla base della corolla e sono pubescenti nella parte superiore. Le antere, dissimulate sotto il cappuccio del labbro superiore sono strettamente unite da una fitta peluria. La maturazione del polline è contemporanea allo stigma.[10]
- Gineceo: l'ovario è supero formato da due carpelli ed è biloculare. Lo stilo inserito all'apice dell'ovario è del tipo filiforme; lo stigma è semplice ed è lievemente protruso oltre il cappuccio della corolla in modo da evitare l'auto-impollinazione.[10]
- Fioritura: da (giugno) luglio a agosto.

### Frutti
Il frutto è una capsula loculicida bivalve a forma ovoidale o ovoidale-lanceolata (a maturità è lunga 1,5 volte il calice; larghezza 7 mm; lunghezza 18 mm). I semi sono pochi a forma angolosa.

## Riproduzione
- Impollinazione: l'impollinazione avviene tramite insetti (impollinazione entomogama).
- Riproduzione: la fecondazione avviene fondamentalmente tramite l'impollinazione dei fiori (vedi sopra).
- Dispersione: i semi cadendo a terra sono dispersi soprattutto da insetti tipo formiche (disseminazione mirmecoria).

## Distribuzione e habitat
.

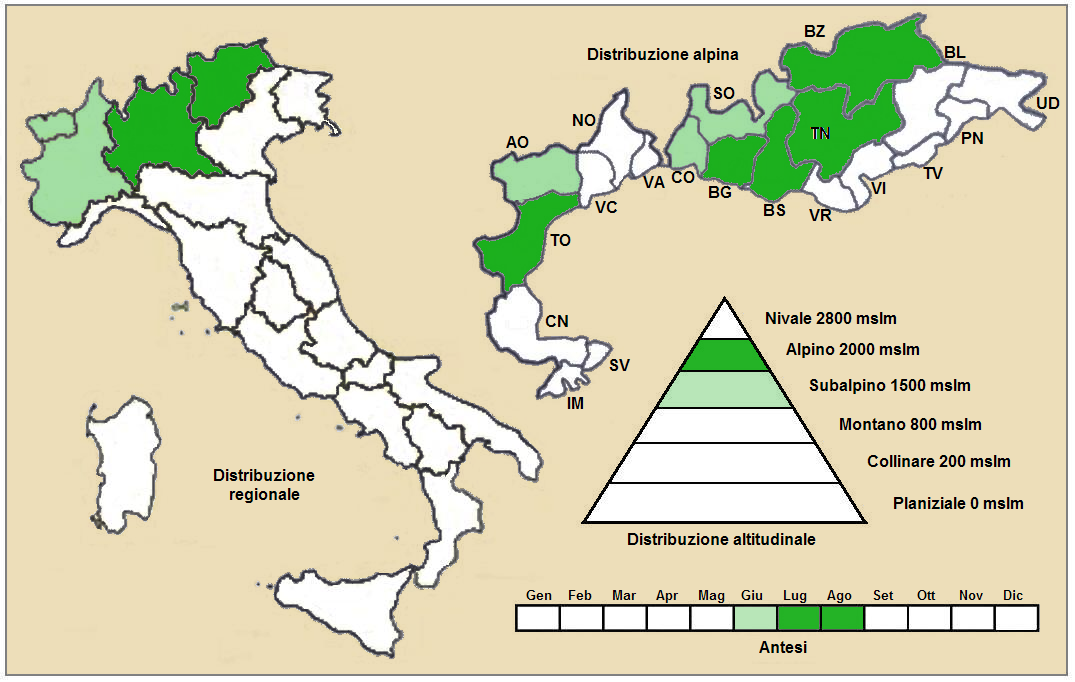
Distribuzione della pianta
(Distribuzione regionale – Distribuzione alpina)

- Geoelemento: il tipo corologico (area di origine) è Circum Artico-Alpico.
- Distribuzione: in Italia questa specie è molto rara ed è presente solamente nelle Alpi Centrali. Fuori dall'Italia, sempre nelle Alpi, questa specie si trova in Francia (dipartimento di Alpes-de-Haute-Provence), in Svizzera (cantoni Berna e Vallese), in Austria (Länder del Vorarlberg, Tirolo Settentrionale e Stiria). Sugli altri rilievi europei collegati alle Alpi si trova nelle Alpi Dinariche e Carpazi.[12] Nel resto dell'Europa si trova nella Penisola Balcanica, in Scandinavia e in Russia.[13] Fuori dall'Europa è presente anche in Asia (Cina, Bhutan, Giappone, Kazakistan, Kirghizistan, Mongolia, e Tagikistan) e in America del Nord.[9]
- Habitat: l'habitat tipico per questa pianta sono i pascoli alpini su calcare. Il substrato preferito è calcareo con pH basico, bassi valori nutrizionali del terreno che deve essere mediamente umido.[12]
- Distribuzione altitudinale: sui rilievi europei queste piante si possono trovare da 1800 fino a 2500 m s.l.m.; frequentano quindi i seguenti piani vegetazionali: alpino e in parte quello subalpino. In Asia queste piante vegetano fino a 5400 m s.l.m..[9]

### Fitosociologia
Dal punto di vista fitosociologico Pedicularis oederi appartiene alla seguente comunità vegetale:
Formazione: delle comunità delle praterie rase dei piani subalpino e alpino con dominanza di emicriptofite
Classe: Elyno-Seslerietea variae

## Tassonomia
La famiglia di appartenenza della specie (Orobanchaceae) comprende soprattutto piante erbacee perenni e annuali semiparassite (ossia contengono ancora clorofilla a parte qualche genere completamente parassita) con uno o più austori connessi alle radici ospiti. È una famiglia abbastanza numerosa con circa 60 - 90 generi e oltre 1700 - 2000 specie (il numero dei generi e delle specie dipende dai vari metodi di classificazione) distribuiti in tutti i continenti. Il genere Pedicularis comprende 400-500 specie (il genere più numeroso della famiglia con distribuzione quasi cosmopolita - manca in Africa e Australia) delle quali 23 sono presenti nella flora spontanea italiana.

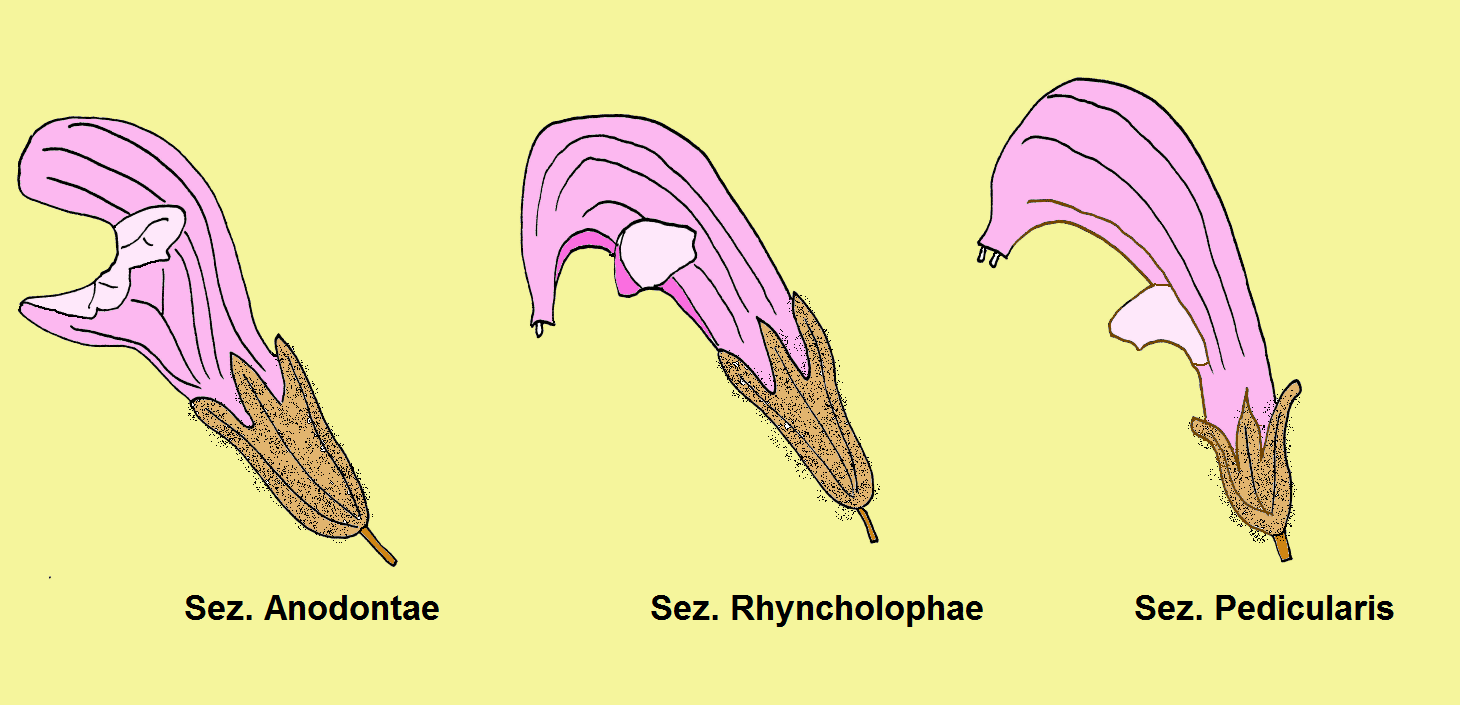
Le tre sezioni del genere

La classificazione del genere è difficile in quanto la forma del fiore è molto simile tra specie e specie; inoltre il colore della corolla nel secco è indistinguibile. Pignatti nella "Flora d'Italia" divide le specie spontanee della flora italiana in tre gruppi in base alla forma del labbro superiore (vedi il disegno):
- Sez. Anodontae: l'apice del labbro superiore della corolla è arrotondato (né rostrato e né dentato).
- Sez. Rhyncholophae: il labbro superiore della corolla è più o meno falcato e termina in un becco allungato.
- Sez. Pedicularis: il labbro superiore della corolla è provvisto di due dentini sotto la parte falcata.

La specie P. oederi appartiene alla sez. Anodontae.
Il numero cromosomico di P. oederi è: 2n = 16.

### Filogenesi
Secondo una recente ricerca di tipo filogenetico la famiglia Orobanchaceae è composta da 6 cladi principali nidificati uno all'interno dell'altro. Il genere Pedicularis si trova nel quarto clade (relativo alla tribù Pedicularideae). All'interno della tribù il genere è in posizione "gruppo fratello" al resto dei generi della tribù.

### Sottospecie
Per questa specie alcune checklist riconoscono le seguenti sottospecie:
- Pedicularis oederi subsp. branchyophylla (Pennell) Tsoong
- Pedicularis oederi subsp. multipinna (HL Li) PC Tsoong, 1963: le foglie sono provviste di 25 - 30 copie di segmenti; il tubo del calice è leggermente più corto. Si trova solo in Cina.[18]
- Pedicularis oederi subsp. oederi: (la stirpe più comune presente in Europa) le foglie sono provviste di 10 - 20 copie di segmenti.
- Pedicularis oederi var. albertae (Hultén) B. Boivin
- Pedicularis oederi var. angustiflora (Limpr.) Tsoong
- Pedicularis oederi var. sinensis (Maxim.) Hurus.
- Pedicularis oederi f. rubra (Maxim.) Tsoong

### Sinonimi
Questa entità ha avuto nel tempo diverse nomenclature. L'elenco seguente indica alcuni tra i sinonimi più frequenti:
- Pedicularis albertae Hultén (sinonimo della varietà albertae)
- Pedicularis angustiflora Limpr. (sinonimo della varietà angustiflora)
- Pedicularis asplenifolia Muhl.
- Pedicularis branchyophylla Pennell (sinonimo della sottospecie branchyophylla)
- Pedicularis oederi subsp. heteroglossa (Prain) Pennell.
- Pedicularis oederi var. multipinna H. L. Li (sinonimo della sottospecie multipinna)
- Pedicularis oederi var. oederi
- Pedicularis oederi var. rubra (Maxim.) Limpr. (sinonimo della forma rubra)
- Pedicularis oederi f. oederi
- Pedicularis versicolor Wahlenb.
- Pedicularis versicolor var. rubra Maxim. (sinonimo della forma rubra)
- Pedicularis versicolor var. sinensis Maxim. (sinonimo della varietà sinensis)

## Altre notizie
La pedicolare di Oeder in altre lingue è chiamata nei seguenti modi:
- (DE)  Oeders Läusekraut
- (FR)  Pédiculaire d'Oeder